# 洮河龙属
洮河龙（属名：Taohelong）是结节龙科恐龙已灭绝的一个属，生存于早白垩世的中国中北部。
正模标本GSDM（甘肃恐龙博物馆） 00021包括一节尾椎、肋骨、一个左髂骨及部分皮内成骨，发现于兰州－民和盆地的河口群。装甲包括部分“骶盾”，即在其它甲龙类中发现的覆于臀部之上的一层皮内成骨。本属由杨精涛、尤海鲁、李大庆和孔得来于2013命名、叙述，模式种是金城洮河龙（Taohelong jinchengensis）。属名取自流经化石产地的黄河上游第二大支流洮河，种名取自化石发现地附近的兰州的古称――金城。
叙述者建立了一些鉴别特征。尾椎神经棘有倒梯形横截面。在俯视图中，髂骨外缘轮廓类似镜像的“S”形。骶盾皮内成骨在形状和大小上皆不规则。
洮河龙被归入结节龙科的多刺甲龙亚科。杨等人进行的系统发育分析发现洮河龙是多刺甲龙的姐妹群，使其成为亚洲描述的第一种多刺甲龙亚科。